# كيرك بيني
كيرك بيني (بالإنجليزية: Kirk Penney) مواليد 23 نوفمبر 1980 في أوكلاند، هو لاعب كرة سلة نيوزلندي بدأ مسيرته الاحترافية في سنة 1998 يلعب مع فريق نيو زيلاند بريكرز في الدوري الأسترالي لكرة السلة. مثّل منتخب بلاده. شارك في مسابقة كرة السلة في الألعاب الأولمبية الصيفية.

## فرق لعب لها
- ميامي هيت
- سي بي غران كناريا
- لوس أنجلوس كليبرز
- مكابي تل أبيب لكرة السلة
- زالغيريس لكرة السلة
- ألبا برلين
- نيو زيلاند بريكرز

## إحصائيات المسيرة

### الرابطة الوطنية لكرة السلة
| السنة   | الفريق            | لعب | بدأ | دقيقة | ميداني% | ثلاثية | حرة  | ارتداد | صنع | استلاب | تصدي | نقطة |
| ------- | ----------------- | --- | --- | ----- | ------- | ------ | ---- | ------ | --- | ------ | ---- | ---- |
| 2003–04 | ميامي هيت         | 2   | 0   | 9.0   | .167    | .333   | .000 | .5     | .5  | .5     | .0   | 1.5  |
| 2004–05 | لوس أنجلوس كليبرز | 4   | 0   | 3.0   | .333    | .000   | .000 | .4     | .3  | .0     | .0   | .5   |
| المسيرة |                   | 6   | 0   | 5.0   | .222    | .250   | .000 | .3     | .3  | .2     | .0   | .8   |

## روابط خارجية
- كيرك بيني على موقع الاتحاد الدولي لكرة السلة (الإنجليزية)
- كيرك بيني على موقع الدوري الأوروبي لكرة السلة (الإنجليزية)
- كيرك بيني على موقع إن بي أي (الإنجليزية)
- كيرك بيني على موقع سبورتس رفرنس (الإنجليزية)
- كيرك بيني على موقع الدوري الإسباني لكرة السلة (الإسبانية)
- كيرك بيني على موقع كرة السلة الأوروبية.كوم (الإنجليزية)
- كيرك بيني على موقع كلية كرة السلة في سبورتس رفرنس.كوم (الإنجليزية)
- كيرك بيني على موقع ريلجم (الإنجليزية)
- كيرك بيني على موقع بروبوليرز (الإنجليزية)
- كيرك بيني على موقع سبورتس رفرنس (الإنجليزية)